# Le Puiset
Le Puiset és un antic municipi francès, situat al departament de l'Eure i Loir i a la regió de Centre – Vall del Loira. L'1 de gener de 2019 esdevé un municipi delegat, al si del municipi nou Janville-en-Beauce. L'any 2007 tenia 410 habitants.

## Demografia

### Població
El 2007 la població de fet de Le Puiset era de 410 persones. Hi havia 160 famílies, de les quals 36 eren unipersonals (28 homes vivint sols i 8 dones vivint soles), 60 parelles sense fills, 60 parelles amb fills i 4 famílies monoparentals amb fills.
La població ha evolucionat segons el següent gràfic:
Habitants censats

### Habitatges
El 2007 hi havia 187 habitatges, 160 eren l'habitatge principal de la família, 17 eren segones residències i 10 estaven desocupats. Tots els 187 habitatges eren cases. Dels 160 habitatges principals, 131 estaven ocupats pels seus propietaris, 23 estaven llogats i ocupats pels llogaters i 6 estaven cedits a títol gratuït; 7 tenien dues cambres, 22 en tenien tres, 31 en tenien quatre i 100 en tenien cinc o més. 120 habitatges disposaven pel capbaix d'una plaça de pàrquing. A 67 habitatges hi havia un automòbil i a 78 n'hi havia dos o més.

### Piràmide de població
La piràmide de població per edats i sexe el 2009 era:
| Homes | Edats   | Dones |
| ----- | ------- | ----- |
| 0     | 95 o +  | 0     |
| 0     | 90 a 94 | 0     |
| 0     | 85 a 89 | 8     |
| 0     | 80 a 84 | 4     |
| 4     | 75 a 79 | 12    |
| 4     | 70 a 74 | 8     |
| 12    | 65 a 69 | 4     |
| 4     | 60 a 64 | 8     |
| 12    | 55 a 59 | 16    |
| 24    | 50 a 54 | 16    |
| 28    | 45 a 49 | 12    |
| 0     | 40 a 44 | 12    |
| 8     | 35 a 39 | 12    |
| 28    | 30 a 34 | 12    |
| 4     | 25 a 29 | 8     |
| 12    | 20 a 24 | 0     |
| 4     | 15 a 19 | 8     |
| 12    | 10 a 14 | 8     |
| 0     | 5 a 9   | 24    |
| 12    | 0 a 4   | 4     |

## Economia
El 2007 la població en edat de treballar era de 266 persones, 202 eren actives i 64 eren inactives. De les 202 persones actives 187 estaven ocupades (101 homes i 86 dones) i 16 estaven aturades (7 homes i 9 dones). De les 64 persones inactives 28 estaven jubilades, 21 estaven estudiant i 15 estaven classificades com a «altres inactius».

### Ingressos
El 2009 a Le Puiset hi havia 159 unitats fiscals que integraven 409 persones, la mediana anual d'ingressos fiscals per persona era de 17.850 €.

### Activitats econòmiques
Dels 17 establiments que hi havia el 2007, 2 eren d'empreses de fabricació d'altres productes industrials, 5 d'empreses de construcció, 6 d'empreses de comerç i reparació d'automòbils, 1 d'una empresa immobiliària, 2 d'empreses de serveis i 1 d'una empresa classificada com a «altres activitats de serveis».
Dels 5 establiments de servei als particulars que hi havia el 2009, 1 era un paleta, 2 lampisteries, 1 empresa de construcció i 1 perruqueria.
L'any 2000 a Le Puiset hi havia 9 explotacions agrícoles que ocupaven un total de 654 hectàrees.

## Poblacions més properes
El següent diagrama mostra les poblacions més properes.